# الدوري الكاميروني الممتاز 2017
الدوري الكاميروني الممتاز 2017 هو موسم من الدوري الكاميروني الممتاز. فاز فيه Eding Sport FC ‏.